# Arroyo Las Piedras (Uruguay)
El arroyo Las Piedras es un pequeño curso de agua uruguayo que atraviesa el departamento de Treinta y Tres perteneciente a la cuenca hidrográfica de la laguna Merín.
Nace en la cuchilla de Dionisio y desemboca en el río Olimar tras recorrer alrededor de 19 km.
- Datos: Q703245